# هيديتوشي اكو
هيديتوشي اكو (باليابانية: 和久井 秀俊) (21 فبراير 1983 في توتشيغي في اليابان – )؛ هو لاعب كرة قدم كان يلعب كلاعب وسط.

## وصلات خارجية
- هيديتوشي اكو على موقع الاتحاد الأوربي (الإنجليزية)
- هيديتوشي اكو على موقع اتحاد إستونيا (الإنجليزية)
- هيديتوشي اكو على موقع قاعدة بيانات كرة القدم.إي يو (الإنجليزية)
- هيديتوشي اكو على موقع Soccerway.com (الإنجليزية)
- هيديتوشي اكو على موقع عالم كرة القدم.نت (الإنجليزية)